# بیل اورتوین
بیل اورتوین (به انگلیسی: Bill Orthwein) (زادهٔ ۱۶ اکتبر ۱۸۸۱) شناگر اهل ایالات متحده آمریکا است.